# Tjalke de Jong
Mr. Tjalke de Jong (Groningen, 1 maart 1917 - aldaar, 10 december 1997) was een Nederlands jurist en rechter.

## Biografie
De Jong was een zoon van mr. Tjitte de Jong (1889-1972), kantonrechter, wethouder van Groningen en bankier, en diens eerste echtgenote Catharina Hendrika Buré (1890-1919); zijn vader hertrouwde in 1922 met Theradina Elizabeth Terpstra (1891-1986), dochter van bankier en medeoprichter in 1883 van de Groningse steenhouwersfirma Switters en Terpstra, Johs. Terpstra (1857-1945). Hij trouwde met Catharina Louisa Coumou (1917-2005) met wie hij vier kinderen kreeg.
De Jong werd in 1971 benoemd tot kantonrechter bij het kantongerecht Leeuwarden hetgeen hij tot 1984 zou blijven. In 1976 werd mr. Popke Sjoerd Bakker (1932) benoemd tot tweede kantonrechter naast De Jong. Daarna was hij nog kantonrechter plaatsvervanger tot 1987.
Zijn (stief)grootvader Johs. Terpstra publiceerde in 1941 een genealogie van zijn familie: Het nageslacht van Johannes Wijtzes Terpstra en Taetske Pieters Bakker in een beperkte, genummerde oplage van 150 exemplaren. Blijkens de inleiding schreef De Jong die paragraaf over de familie voor zijn toen 83-jarige grootvader; hij wordt er zelf in vermeld op p. 76.
De Jong was officier in de Orde van Oranje-Nassau.